# معادله سیاله
در ریاضیات، معادله سیاله یا معادلهٔ دیوفانتین معادله‌ای چندجمله‌ای با متغیرهای صحیح است که در آن معمولاً بیش از یک متغیر (مجهول) داشته باشیم. به یک معادله سیاله خطی می‌گوییم اگر برابر با جمع دو یا چند تک‌جمله‌ای درجه یک باشد، به‌طور مشابه به یک معادله سیاله، نمایی می‌گوییم اگر متغیرها در توان‌ها ظاهر شوند.
معمولاً دستگاه معادلات سیاله دستگاهی از معادلات چند مجهولی است که در آن تعداد مجهول‌ها از تعداد معادله‌ها بیشتر باشد و هدف یافتن اعداد صحیحی است که به‌طور همزمان همه معادلات را حل کنند. از آنجایی که چنین دستگاه معادلاتی را توسط منحنی‌های جبری، رویه‌ها جبری یا به‌طور کلی مجموعه‌های جبری را تعریف می‌کنند، مطالعه آنها بخشی از هندسه جبری است که هندسه دیوفانتینی نامیده می‌شود.
کلمه دیوفانتین به ریاضیدان قرن سوم، دیوفانت، اشاره دارد که چنین معادلاتی را مطالعه کرد و یکی از اولین ریاضیدانانی بود که نمادگرایی را وارد جبر کرد. مطالعه ریاضی مسائل دیوفانتین که دیوفانتوس آغاز کرد، اکنون آنالیز دیوفانتین نامیده می‌شود.
در حالی که معادلات خاص نوعی معما بوده‌اند و در طول تاریخ مورد توجه قرار گرفته‌اند، تدوین نظریه‌های کلی معادلات دیوفانتین (فراتر از معادلات خطی و درجه دوم) دستاورد قرن بیستم بود.

## چند مثال
به‌طور مثال معادلهٔ {\displaystyle x+y=2} را می‌توان به صورت {\displaystyle y=2-x} نوشت. به ازای هر {\displaystyle x} یک مقدار برای {\displaystyle y} به دست می‌آید، این جواب‌ها را می‌توان با زوج {\displaystyle (x,2-x)} نشان داد. گر چه همین معادله، در مجموعه اعداد صحیح بی‌شمار پاسخ دارد، اما اگر همین معادله را در اعداد طبیعی حل کنیم، معادله جواب کاملاً محدود و مشخصی خواهد داشت که در این‌جا تنها پاسخ معادلهٔ {\displaystyle x+y=2} در اعداد طبیعی (۱و۱) است.
در معادلات سیاله زیر، w, x، y و z مجهول هستند و حروف دیگر ثابت‌ها را نشان می‌دهند:
| این یک معادله سیاله خطی است. | {\displaystyle ax+by=c}                                                     |
| کوچک‌ترین جواب غیربدیهی در مجموعه اعداد صحیح مثبت 123 + 13 = 93 + 103 = ۱۷۲۹ است. معروف است که به این معادله به‌طور خاص برای ۱۷۲۹ ساخته شده است. این عدد شماره یک تاکسی بود که توسط هاردی در یک ملاقات در ۱۹۱۷ به رامانوجان داده‌شد. برای همین به عدد شماره تاکسی (همچنین به نام شماره هاردی–رامانوجان) مشهور است. البته این معادله بی‌نهایت جواب غیر بدیهی دارد. | {\displaystyle w^{3}+x^{3}=y^{3}+z^{3}}                                     |
| برای n=۲ بی‌نهایت جواب (x, y, z) وجود دارد که به سه‌گانه‌های فیثاغورثی معروف‌اند. برای مقادیر صحیح بزرگتر n، قضیه آخر فرما (که در سال ۱۶۳۷ توسط فرما بیان شد و توسط اندرو وایلز در ۱۹۹۵ اثبات شد) بیان می‌کند که هیچ جواب صحیح مثبتی وجود ندارد. | {\displaystyle x^{n}+y^{n}=z^{n}}                                           |
| این معادله پِل است که به نام ریاضیدان انگلیسی جان پل نامگذاری شده است. در قرن هفتم توسط براهماگوپتا و همچنین توسط فرما در قرن هفدهم مورد مطالعه قرار گرفت. | {\displaystyle x^{2}-ny^{2}=\pm 1}                                          |
| حدس اردوش-استراوس بیان می‌کند که برای هر عدد صحیح مثبت n ≥ ۲، یک جواب (x, y, z) در مجموعه اعداد صحیح مثبت وجود دارد. اگر چه این حدس معمولاً به صورت چند جمله ای بیان نمی‌شود، اما این مثال معادل معادله چند جمله‌ای {\displaystyle 4xyz=yzn+xzn+xyn=n(yz+xz+xy)} است.                                                                                             | {\displaystyle {\frac {4}{n}}={\frac {1}{x}}+{\frac {1}{y}}+{\frac {1}{z}}} |
| ابتداً اویلر به اشتباه حدس زد که هیچ جواب غیر بدیهی ندارد. بعداً توسط نوام الکیس ثابت شد که بی‌نهایت جواب دارد، سپس با یک جستجوی کامپیوتری توسط Frye که کوچک‌ترین جواب غیربدیهی را تعیین می‌کند مشخص شد ۹۵۸۰۰۴ + ۲۱۷۵۱۹۴ + ۴۱۴۵۶۰۴ = ۴۲۲۴۸۱۴. | {\displaystyle x^{4}+y^{4}+z^{4}=w^{4}}                                     |

## معادله‌های سیاله خطی

### یک معادله
ساده‌ترین معادله سیاله خطی به شکل {\displaystyle ax+by=c} است که در آن a, b و c اعداد صحیح داده می‌شوند. راه حل‌ها با قضیه زیر توصیف می‌شوند:
فرض کنیم a, b و c اعداد صحیح مثبت باشند و بزرگ‌ترین مقسوم علیه مشترک a و b برابر با d باشد. معادله {\displaystyle ax+by=c} در مجموعه اعداد صحیح راه‌حل دارد اگر و فقط اگر {\displaystyle d|c}. به علاوه اگر {\displaystyle d|c} و {\displaystyle (x_{0},y_{0})} یک جواب برای معادله باشد، آنگاه کلیه جواب‌های معادله عبارتند از:{\displaystyle {\begin{cases}x_{k}=x_{0}+k{\frac {b}{d}}\\y_{k}=y_{0}-k{\frac {a}{d}}\end{cases}}}که در آن k عددی صحیح است.
اثبات: فرض کنید {\displaystyle (x_{0},y_{0})} یک جواب برای معادله باشد، در این صورت از d|a و d|b نتیجه می‌شود که {\displaystyle d|ax_{0}+by_{0}=c}؛ لذا d|c یک شرط لازم برای وجود جواب خواهد بود، نشان می‌دهیم این شرط کافی نیز هست؛ بنابراین فرض کنید که d|c آنگاه وجود دارد m که c=dm پس بنابه قضیه بزو اعداد صحیح {\displaystyle \mu } و {\displaystyle \nu } پیدا می‌شوند که {\displaystyle \mu a+\nu b=d} و لذا {\displaystyle (m\mu )a+(m\nu )b=dm=c} و این یعنی {\displaystyle (m\mu ,m\nu )} جوابی برای معادله است.
برای اثبات قسمت دوم قضیه، فرض کنید که {\displaystyle (x_{0},y_{0})} و {\displaystyle (x_{1},y_{1})} دو جواب معادله باشد، در این صورت {\displaystyle ax_{0}+by_{0}=ax_{1}+by_{1}=c} و لذا {\displaystyle a(x_{1}-x_{0})=-b(y_{1}-y_{0})}. پس {\displaystyle {\frac {b}{d}}{\bigg |}{\frac {a}{d}}(x_{1}-x_{0})}و چون {\displaystyle {\big (}{\frac {a}{d}},{\frac {b}{d}}{\big )}=1}، طبق لم اقلیدس نتیجه می‌شود که برای یک {\displaystyle k\in \mathbb {Z} } داریم {\displaystyle x_{1}=x_{0}+k{\frac {b}{d}}} و لذا از {\displaystyle {\frac {a}{d}}(x_{1}-x_{0})={\frac {a}{d}}{\big (}k{\frac {b}{d}}{\big )}=-{\frac {b}{d}}(y_{1}-y_{0})} نیز نتیجه می‌شود:{\displaystyle {\begin{cases}x_{1}=x_{0}+k{\frac {b}{d}}\\y_{1}=y_{0}-k{\frac {a}{d}}\end{cases}}} برعکس، به راحتی دیده می‌شود که برای هر k، زوج {\displaystyle (x_{k},y_{k})} در معادله صدق می‌کنند و در نتیجه حکم اثبات می‌شود. {\displaystyle \blacksquare }
برای مثال کلیه جواب‌های معادله {\displaystyle 11x+24y=400} عبارتند از:{\displaystyle {\begin{cases}x_{k}=4400+24k\\y_{k}=-2000-11k\end{cases}}}حال شرط مثبت بودن {\displaystyle x_{k}} و {\displaystyle y_{k}} را هم اگر لحاظ کنیم نتیجه می‌دهد که {\displaystyle k=-182} یا {\displaystyle k=-183} که دو جواب {\displaystyle (8,13)} و {\displaystyle (32,2)} به دست می‌آیند.

### قضیه باقی‌مانده چینی
قضیه باقیمانده چینی کلاس مهمی از دستگاه معادلات دیوفانتین خطی را توصیف می‌کند.
فرض کنید {\displaystyle \;d_{1},d_{2},...,d_{n}} و همچنین {\displaystyle \;a_{1},a_{2},...,a_{n}} اعدادی صحیح باشند که برای هر {\displaystyle \;0\leq i,j\leq n} داریم: {\displaystyle \;(d_{i},d_{j})|a_{i}-a_{j}}. که {\displaystyle \;(d_{i},d_{j})} ب.م. م {\displaystyle \;d_{i}} و {\displaystyle \;d_{j}}است. حال حتماً عدد صحیح {\displaystyle \;x} وجود دارد به‌طوری‌که در دستگاه معادلات همنهشتی زیر صدق کند:{\displaystyle {\begin{aligned}x&=a_{1}+n_{1}\,x_{1}\\&\;\;\vdots \\x&=a_{k}+n_{k}\,x_{k}\end{aligned}}}